# هانس ستايسي
هانس ستايسي (بالهولندية: Hans Stacey)‏ هو سائق رالي ومهندس هولندي، ولد في 9 مارس 1958 في بيست في هولندا.

## وصلات خارجية
- هانس ستايسي على موقع eWRC-results.com (الإنجليزية)